# نیو تایپه
نیو تاپیه (چینی: 新北市; پین‌یین: Xīnběi Shì; Pe̍h-ōe-jī: Sin-pak-chhī) یکی از شهرهای کشور تایوان است. مساحت این شهر ۲.۰۵۲ کیلومتر مربع و جمعیت آن ۳.۹۵۴.۰۰۰ نفر است. 
همچنین نیوتایپی شصت و پنجمین شهر پرجمعیت جهان است.

## نگارخانه

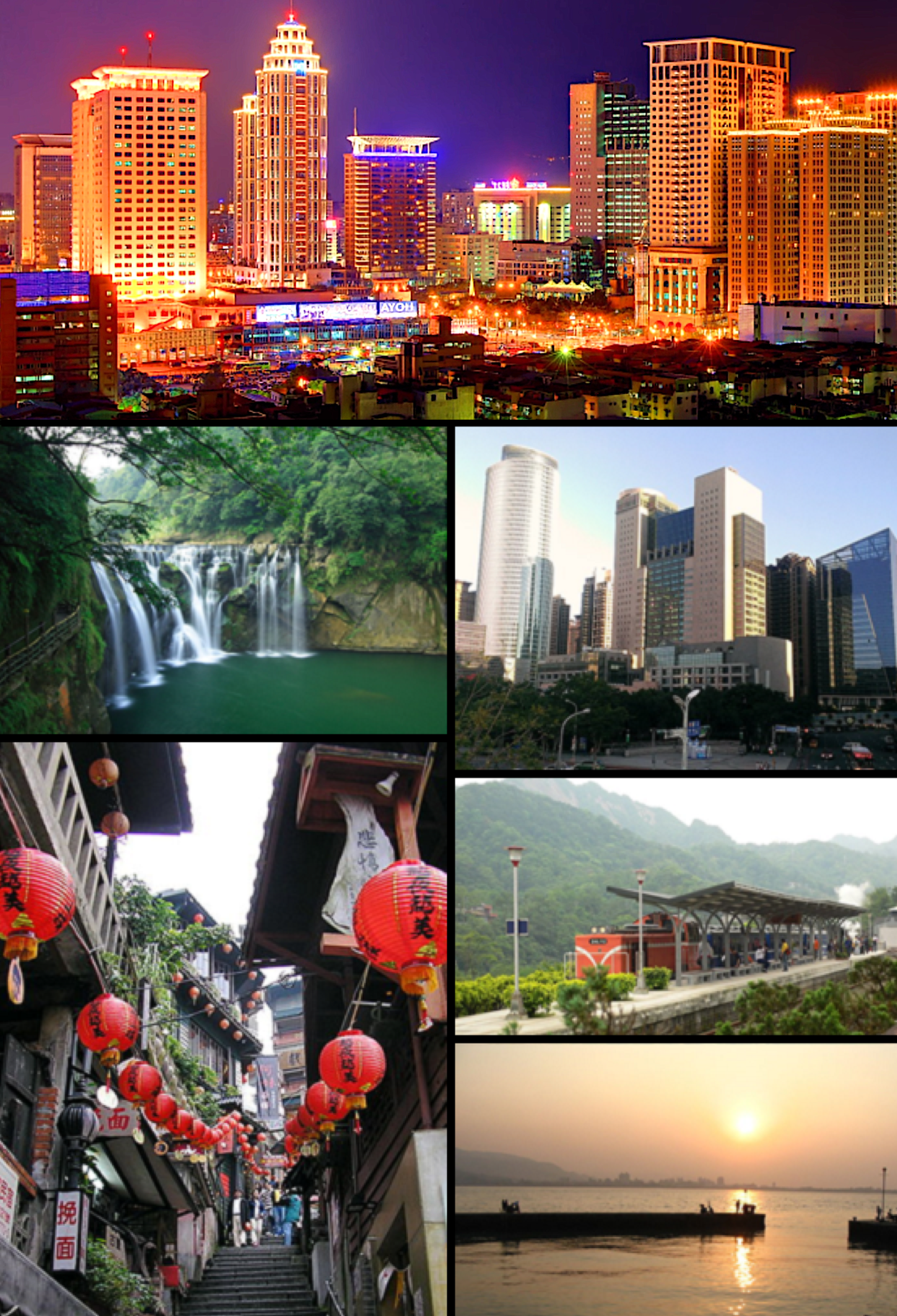
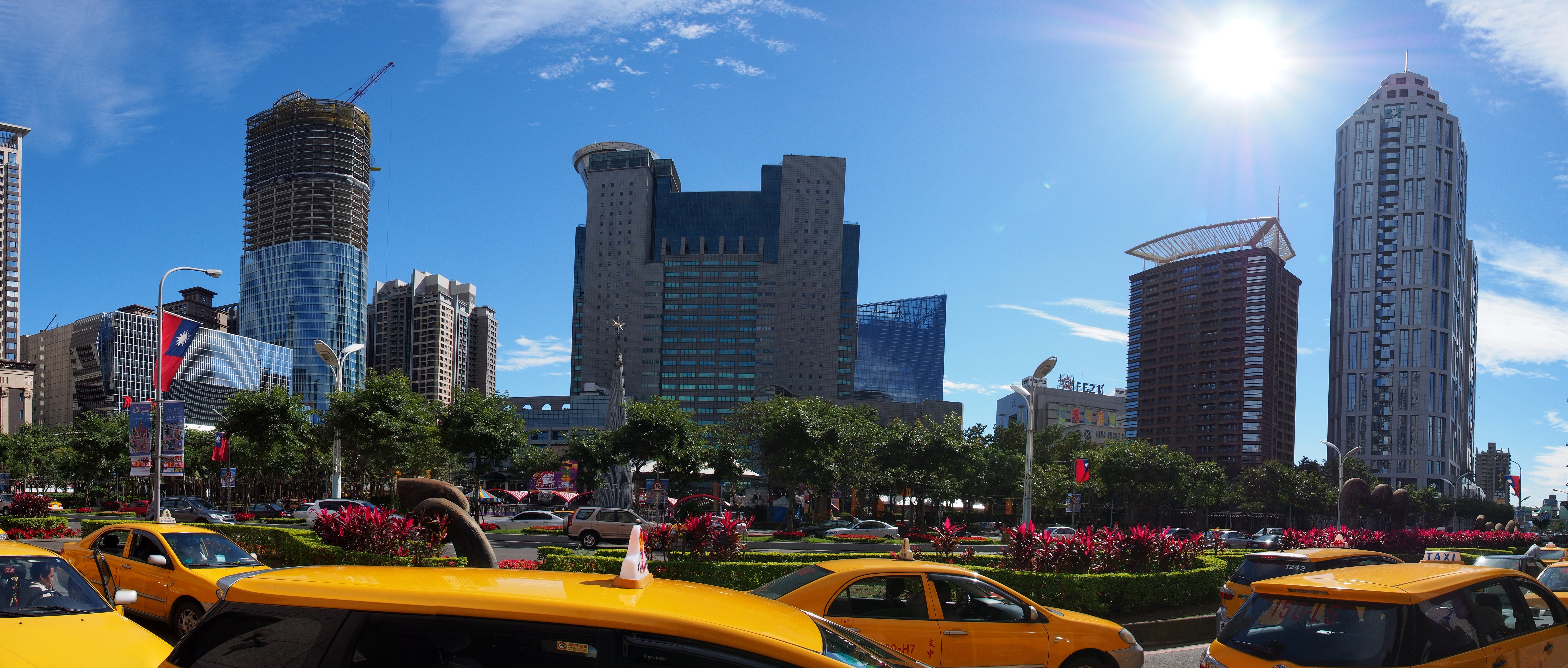
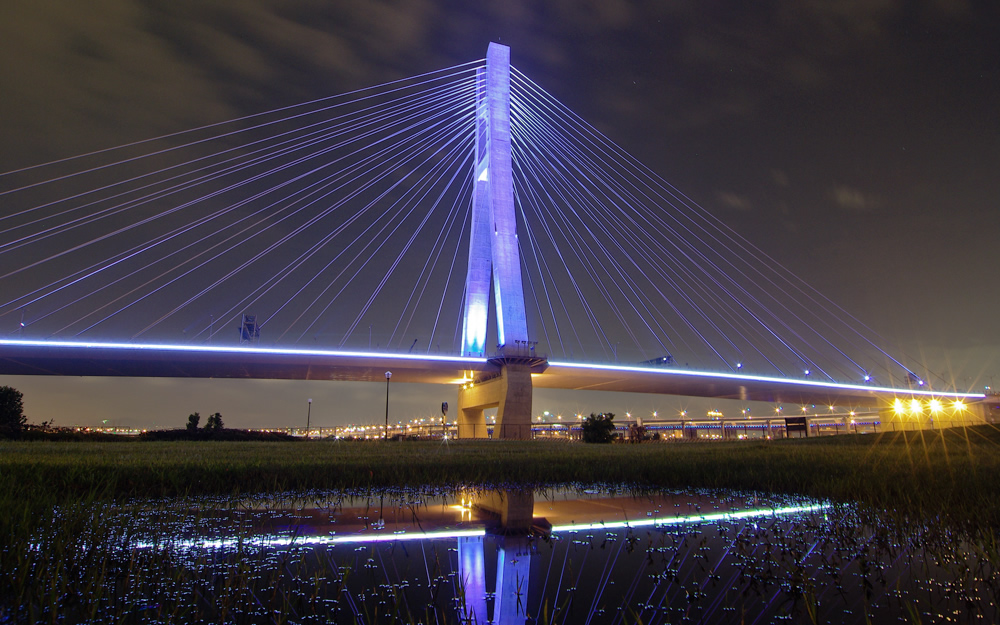